# 克莱因瓶

浸入三维空间中的克莱因瓶

在数学领域中，克莱因瓶（德語：Kleinsche Flasche）是指一种无定向性的平面，比如二维平面，就没有“内部”和“外部”之分。克莱因瓶最初的概念提出是由德国数学家费利克斯·克莱因提出的。克莱因瓶和莫比烏斯環非常相像。
要想像克萊因瓶的結構，可先試想一個底部鏤空的紅酒瓶。現在延長其頸部，向外扭曲後伸進瓶子的內部，再與底部的洞相連接。
和我们平时用来喝水的杯子不一样，这个物体没有“边”，它的表面不会终结。它也不类似于气球，一只苍蝇可以从瓶子的内部直接飞到外部而不用穿过表面（所以说它没有内外部之分）。
其名稱可能源自德語中的（克萊因平面），後來被誤解為（克萊因瓶）。德語最終也沿用了「克萊因瓶」這種稱呼。

## 性质
从拓扑学角度上看，克莱因瓶可以定义为[0,1] × [0,1]的矩阵，边定义为(0,y) ~ (1,y)，其中0 ≤ y ≤ 1；和(x,0) ~ (1-x,1)，其中0 ≤ x ≤ 1。
可以用图表示为
就像莫比乌斯带一样，克莱因瓶是不可定向的。但是与之不同的是，克莱因瓶是一个闭合的曲面，也就是说它没有边界。莫比乌斯带可以嵌入到三维或更高维的欧几里得空间，克莱因瓶只能嵌入到于四维或更高维空间。

## 参数方程模型
克莱因瓶的参数十分复杂：
{\displaystyle {\begin{aligned}&x(u,v)=-{\frac {2}{15}}\cos u(3\cos {v}-30\sin {u}+90\cos ^{4}{u}\sin {u}-60\cos ^{6}{u}\sin {u}+5\cos {u}\cos {v}\sin {u})\\&y(u,v)=-{\frac {1}{15}}\sin u(3\cos {v}-3\cos ^{2}{u}\cos {v}-48\cos ^{4}{u}\cos {v}+48\cos ^{6}{u}\cos {v}-60\sin {u}+5\cos {u}\cos {v}\sin {u}\\&\quad \quad \quad \quad -5\cos ^{3}{u}\cos {v}\sin {u}-80\cos ^{5}{u}\cos {v}\sin {u}+80\cos ^{7}{u}\cos {v}\sin {u})\\&z(u,v)={\frac {2}{15}}(3+5\cos {u}\sin {u})\sin {v}\\&(0\leq u<\pi ,0\leq v<2\pi )\end{aligned}}}
还有一个较简单的
{\displaystyle {\begin{aligned}&x(u,v)=\cos u(\cos {\frac {u}{2}}({\sqrt {2}}+\cos v)+\sin {\frac {u}{2}}\sin v\cos v)\\&y(u,v)=\sin u(\cos {\frac {u}{2}}({\sqrt {2}}+\cos v)+\sin {\frac {u}{2}}\sin v\cos v)\\&z(u,v)=-\sin {\frac {u}{2}}({\sqrt {2}}+\cos v)+\cos {\frac {u}{2}}\sin v\cos v\end{aligned}}}